# Pacifico Calandrone
Pacifico Calandrone (Savona, 23 novembre 1918 – 14 marzo 1994) è stato un politico italiano.

## Biografia
Impegnato sindacalmente nella CGIL, dal 1948 è membro della segreteria provinciale di Savona, poi dal 1952 è segretario generale della Camera del Lavoro savonese, restando in carica sino al 1961.
Viene eletto nelle file del Partito Comunista Italiano nella II legislatura alla Camera dei deputati, dal 1953 al 1958.